# L'Empire (film)
Pour les articles homonymes, voir L'Empire.
Pour plus de détails, voir Fiche technique et Distribution.
L'Empire est un film italo-belgo-germano-français réalisé par Bruno Dumont, sorti en 2024. Présenté comme  « Star Wars du Nord »,, il remporte le prix du jury à la Berlinale 2024.

## Synopsis
Deux races d'extra-terrestres, dénommées Les Zéros et Les Uns, s'affrontent pour le contrôle de notre planète et des humains sur la Côte d'Opale (Pas-de-Calais). Un face-à-face avec le peuple du bien, celui du mal, et dont l'enjeu principal semble être un enfant, fils de Belzébuth et réincarnation du Mal, tout cela au milieu des humains qui ne s'aperçoivent de rien.

## Fiche technique
Sauf indication contraire, les informations mentionnées dans cette section peuvent être confirmées par les bases de données cinématographiques IMDb, Allociné et Unifrance,  présentes dans la section « Liens externes ».
- Titre original : L'Empire
- Réalisation et scénario : Bruno Dumont
- Décors : Erwan Legal, Celia Marolleau, Peppie Biller
- Costumes : Alexandra Charles, Carole Chollet
- Photographie : David Chambille
- Montage : Bruno Dumont, Desideria Rayner
- Son : Philippe Lecœur
- Production : Jean Bréhat et Bertrand Faivre
- Sociétés de production : 3B Productions et Tessalit Productions ; Ascent Film, Novak Prod, Rosa Filmes et Red Balloon Film (coproductions) ; SOFICA Cofinova 18 et Indéfilms 11 (en association avec)
- Société de distribution : ARP Sélection
- Pays de production :  France,  Allemagne,  Belgique,  Italie,  Portugal
- Langue originale : français
- Format : couleur
- Genre : comédie dramatique, science-fiction
- Durée : 111 minutes
- Dates de sortie :
  - Allemagne : 18 février 2024 (Berlinale)
  - France : 21 février 2024
  - Suisse : 7 juillet 2024 (Festival international du film fantastique de Neuchâtel) 17 juillet 2024 Salle

## Distribution
Sauf indication contraire, les informations mentionnées dans cette section peuvent être confirmées par les bases de données cinématographiques IMDb et Allociné,  présentes dans la section « Liens externes ».
- Anamaria Vartolomei : Jane de Baecque.
- Brandon Vlieghe : Jony.
- Lyna Khoudri : Line.
- Fabrice Luchini : Belzébuth.
- Camille Cottin : la Reine.
- Julien Manier : Rudy.
- Bernard Pruvost : le commandant Van der Weyden.
- Philippe Jore : le lieutenant Carpentier.

## Production

### Développement et attribution des rôles
En janvier 2022, on apprend que Bruno Dumont prépare son film, intitulé L'Empire, avec Virginie Efira, Adèle Haenel — qui fait « son grand retour au cinéma », Lily-Rose Depp et Fabrice Luchini, ainsi que Bernard Pruvost, Philippe Jore et Julien Manier, avec un synopsis insaisissable mélangeant science-fiction et réalisme social. Bernard Pruvost endosse à nouveau son blouson gris du commandant Van der Weyden, et Philippe Jore, en lieutenant Rudy Carpentier, vieux personnages apparus dans la mini-série P'tit Quinquin (2014), créée par le même réalisateur. En mai, Adèle Haenel abandonne son rôle à cause de désaccords avec Bruno Dumont sur le script, qui présenterait, selon elle, un contenu « sombre, sexiste et raciste ». En août, l'engagement de Lily-Rose Depp et Virginie Efira n’est pas confirmé en raison de la déprogrammation par un changement d’agenda dû au « tournage ayant changé plusieurs fois de dates ».
Fin avril, Camille Cottin et Anamaria Vartolomei sont engagées et reprennent les rôles initialement attribués à Virginie Efira et Adèle Haenel, tandis que Lyna Khoudri remplace Lily-Rose Depp.

### Tournage
Le tournage commence dans les environs du Boulonnais (Pas-de-Calais), entre le 1er août et le 15 septembre 2022, ainsi que sur la côte d’Opale entre Calais et Boulogne-sur-Mer. Il a également lieu à Wimereux (pour la plage des dunes de la Slack) et à Audresselles. Le décor du vaisseau de la reine est la Sainte-Chapelle de Paris, celui du vaisseau de Belzébuth le palais de Caserte en Campanie.

## Accueil
La sortie a eu lieu le 21 février 2024,.

### Accueil critique
En France, le site Allociné propose une moyenne de 3,6⁄5, d'après l'interprétation de 23 critiques de presse et une moyenne de 2,1⁄5, d'après les notes de 964 spectateurs.

### Box-office
L'Empire fait 48 665 entrées pour sa première semaine de sortie, pour cumuler 96 306 entrées au bout de ses 9 semaines d'exploitation.

## Distinction
- Berlinale 2024 : Prix du jury[19].